# Spanyol költők, írók listája
Ez a lista a mai spanyolországi határok között élő vagy egykor élt írókat és/vagy költőket tartalmazza írásművészetük nyelve szerint csoportosítva, névsorban, teljes névvel és évszámmal ellátva. A lista nem tartalmazza a latin-amerikai írókat és költőket:
Lásd még:
- Mexikói költők, írók listája
- Kubai költők, írók listája
- Argentin költők, írók listája
- Perui költők, írók listája
- Chilei költők, írók listája

## Spanyol nyelven alkotó költők és írók

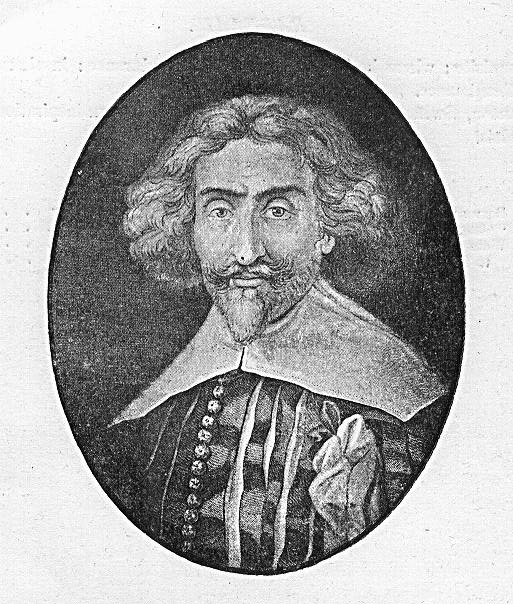
Miguel de Cervantes Saavedra

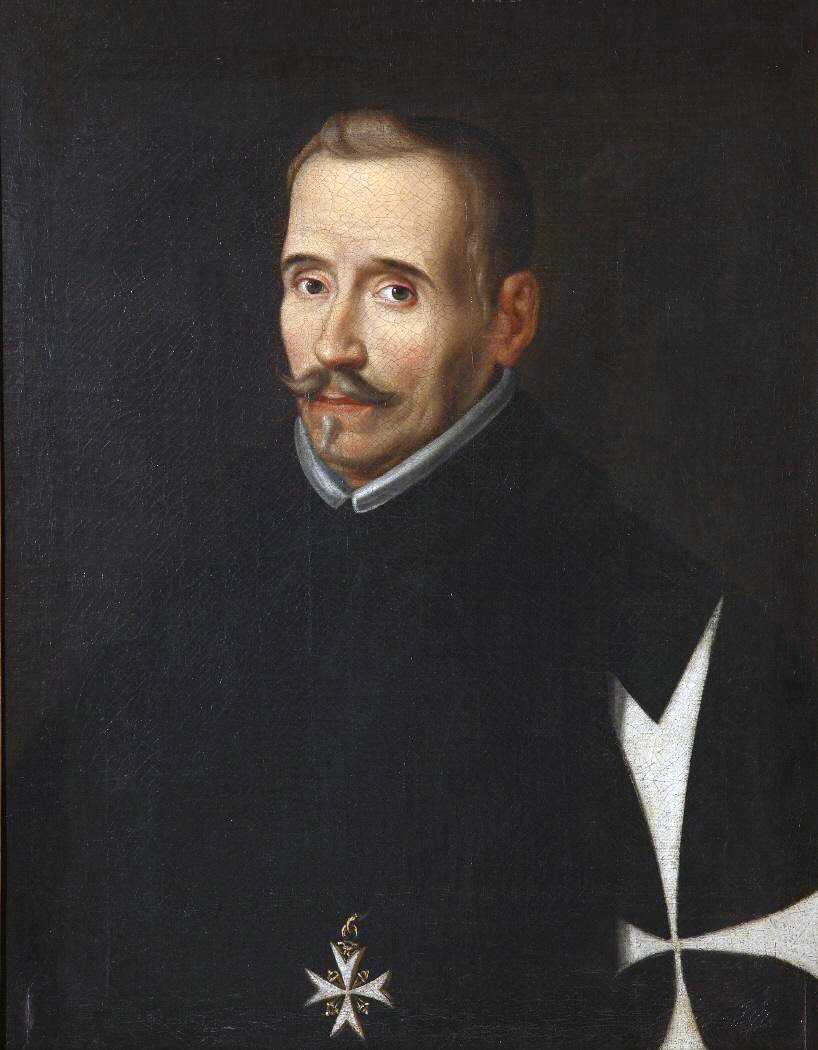
Lope de Vega

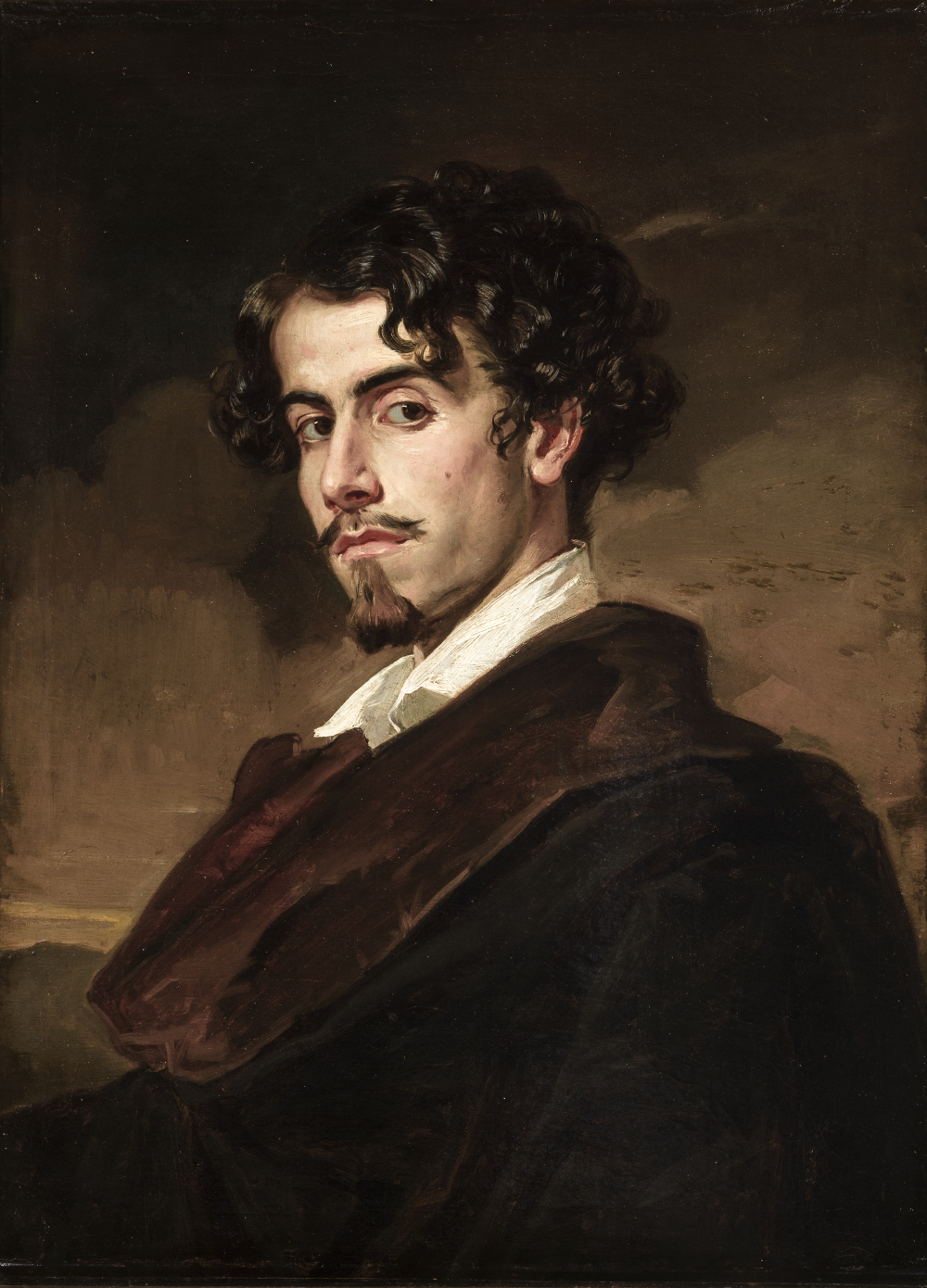
Gustavo Adolfo Bécquer

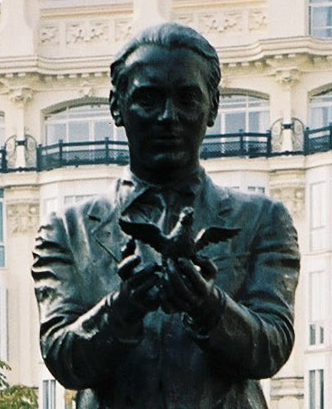
Federico García Lorca

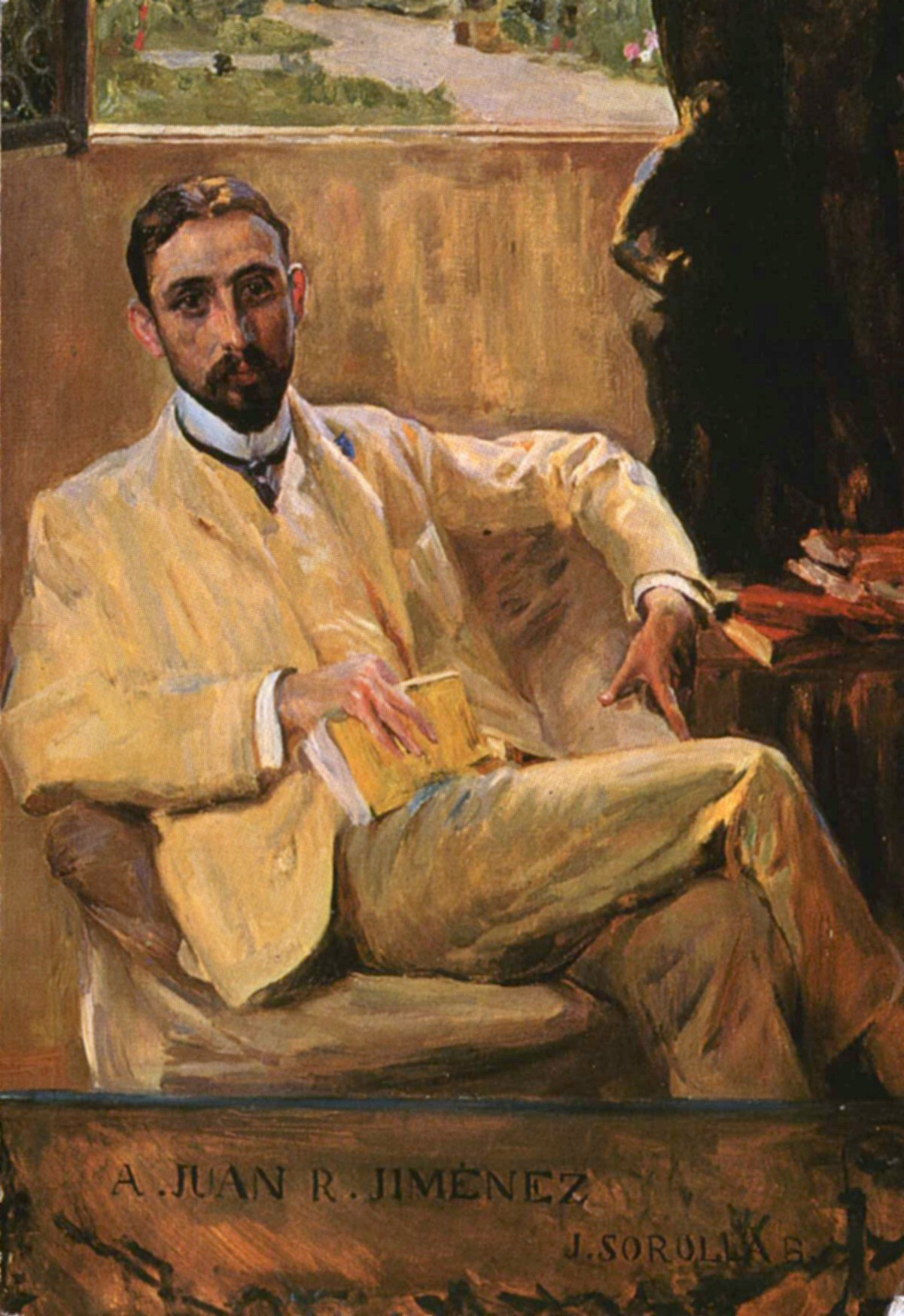
Juan Ramón Jiménez

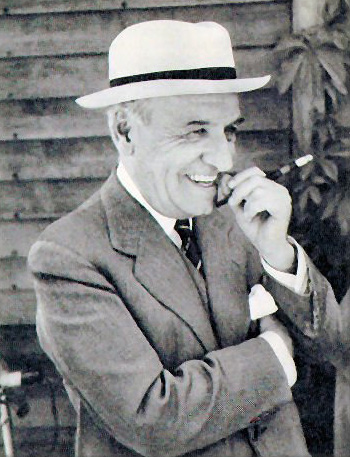
José Ortega y Gasset

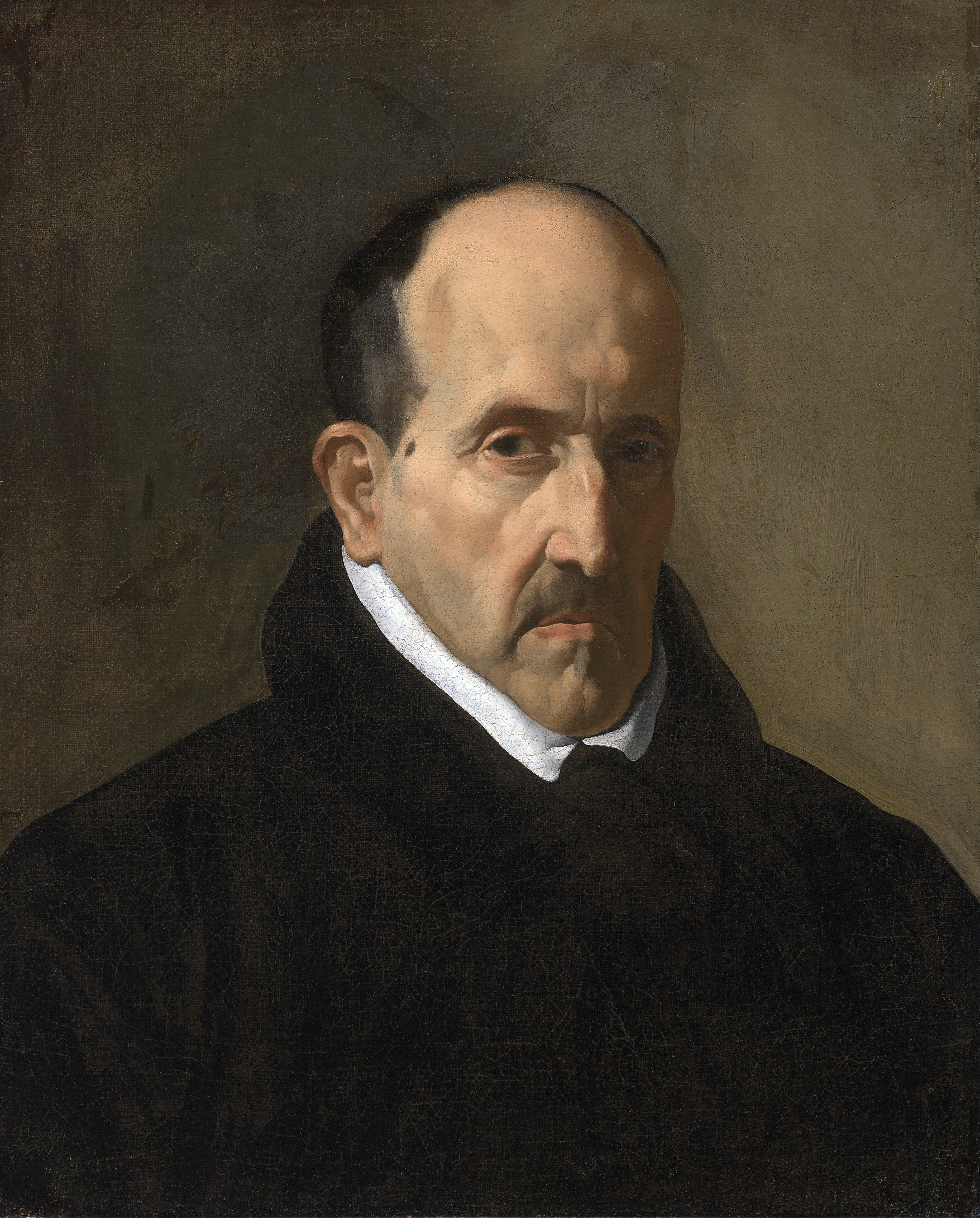
Luis de Góngora y Argote

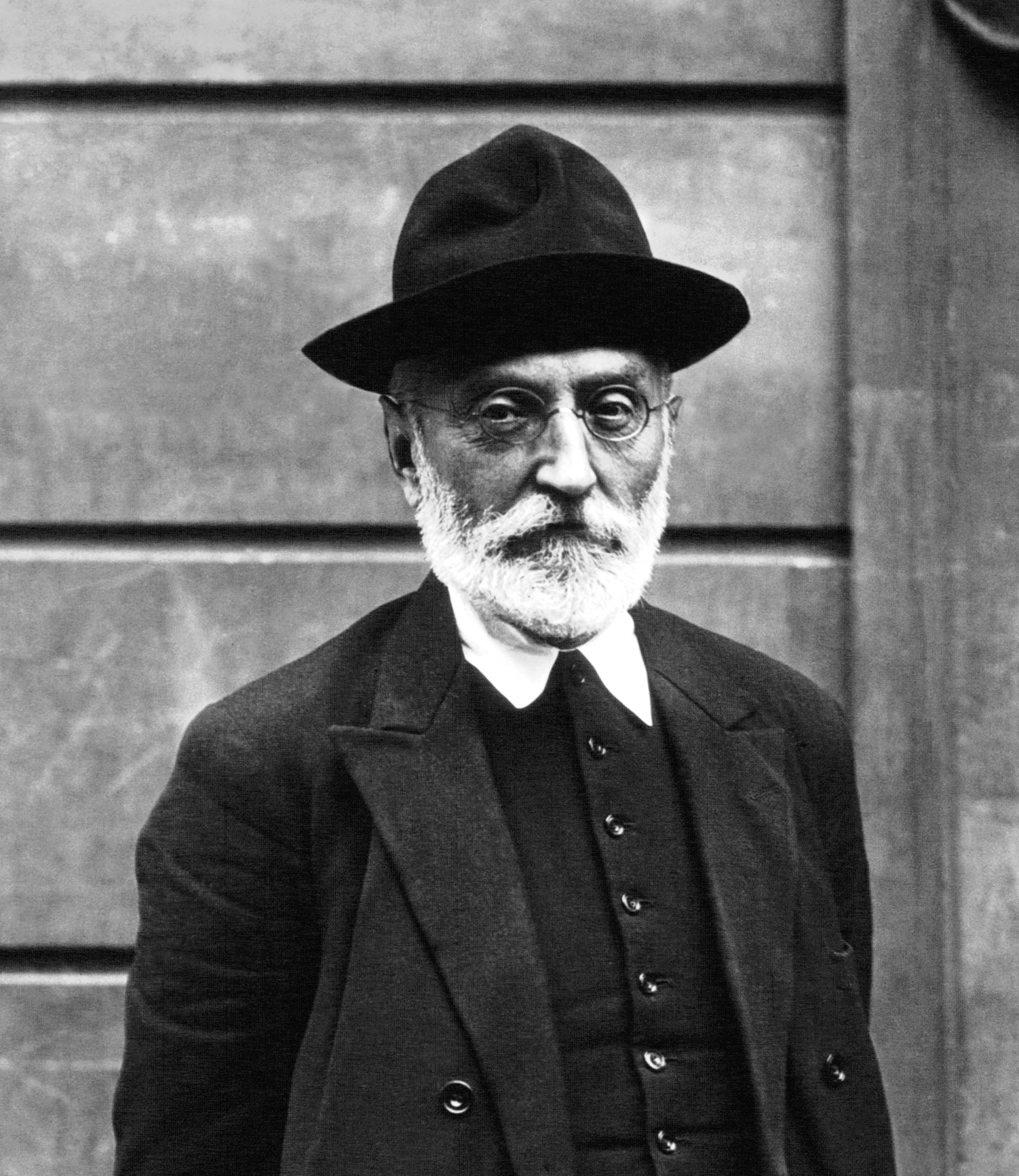
Miguel de Unamuno

| Ábécé szerinti tartalomjegyzék                                        |
| --------------------------------------------------------------------- |
| A B C Cs D E F G Gy H I J K L M N Ny O P Q R S Sz T Ty U V W X Y Z Zs |

### A
- Rafael Ábalos (1956–)
- Francisco Acebal (1866–1932)
- Jesús Sánchez Adalid (*1962)
- Pedro Antonio de Alarcón (1833–1891)
- Rafael Alberti (1902–1999)
- Ignacio Aldecoa (1925–1969)
- Vicente Aleixandre (1898–1984), Irodalmi Nobel-díj (1977)
- Mateo Alemán (1547–1614)
- Luis Algorri (*1958)
- Dámaso Alonso (1898–1990)
- Manuel Altolaguirre (1905–1959)
- Joaquín Álvarez Quintero (1873-1944)
- Serafín Álvarez Quintero (1871-1938)
- Núria Añó (*1973)
- Fernando Aramburu (1956–)
- Juan Carlos Arce (*1958)
- Carlos Arniches (1866-1943)
- Rafael Arozarena (1923-2009)
- Fernando Arrabal (*1932)
- Manuel Asur (*1947)
- Max Aub (1903-1972)
- Ávilai Szent Teréz (1515–1582)
- Francisco Ayala (1906-2009)
- Manuel Azaña (1880–1940)
- Azorín (1873–1967)

### B
- Juan Alfonso de Baena (1406–1454) körül
- Bernardo de Balbuena (1568–1627)
- Andrés Barba (1975–)
- Pío Baroja (1872–1956)
- Vicente Barrantes (1829-1898)
- Gustavo Adolfo Bécquer (1836–1870)
- Jacinto Benavente y Martínez (Galapagar (Madrid), 1866. augusztus 12. – 1954. július 14.), Irodalmi Nobel-díj (1922)
- Juan Benet (1927–1993)
- Gonzalo de Berceo (1180?-1247)
- Gabriel Bermúdez Castillo
- Vicente Blasco Ibáñez (1867–1928)
- Tomás Borrás (1891-1976)
- Carlos Bousoño (1923–2015)
- Francisco Brines (*1932–2021)
- Antonio Buero Vallejo (1916-2000)

### C
- Fernán Caballero (1796–1877)
- José Cadalso (1741–1782)
- Pedro Calderón de la Barca (1600–1681)
- Jorge Camacho (*1966)
- Ramón de Campoamor (1817–1901)
- Matilde Camus (1919–2012)
- Francisco Casavella (1963-2008)
- Alejandro Casona (1903–1965)
- Ángeles Caso (*1959)
- Michel del Castillo (1933–2024)
- Camilo José Cela (1916–2000), Irodalmi Nobel-díj (1989)
- Gabriel Celaya (1911-1991)
- Javier Cercas (*1962)
- Agustín Cerezales (*1957)
- Luis Cernuda (1902–1963)
- Miguel de Cervantes (1547–1616)
- Rosa Chacel (1898-1994)
- Rafael Chirbes (1949–2015)
- Clarín (1852–1901)
- Antonio Coello (1611-1652)
- Victoriano Crémer (1906-2009)
- San Juan de la Cruz (1542–1591)
- Juan de la Cueva (1550–1610)

### D
- Miguel Delibes (1920-2010)
- Francisco Delicado (1480–1535)
- Gerardo Diego (1896-1987)
- Rafael Dieste (1899-1981)
- Luis Mateo Díez (*1942)
- María Dueñas (*1964)
- Diego Duque de Estrada (1589–1647?)

### E
- José Echegaray y Eizaguirre (1832–1916), Nobel-díjas (1904)
- Juan del Encina (1468–1529)
- Alonso de Ercilla (1533–1594)
- José de Espronceda (1808–1842)
- Lucía Etxebarria (*1966)

### F
- Ildefonso Falcones (1959–)
- Benito Jerónimo Feijoo (1676–1764)
- Claudio Rodríguez Fer (1956–)
- Rafael Sánchez Ferlosio (1927–2019)
- Cristina Fernández Cubas (1945–)
- Wenceslao Fernández Flórez (1885–1964)
- José María Fonollosa (1922–1991)
- Eva Forest (1928–2007)
- Medardo Fraile (1925–2013)
- José Francés (1883–1964)
- Laura Espido Freire (1974–)
- Eugenio Fuentes (1958–)

### G
- Carmen Martín Gaite (1925-2000)
- Jordi Galceran (*1964)
- Benito Pérez Galdós (1843–1920)
- Juan Nicasio Gallego (1777-1853)
- Ángel Ganivet (1865–1898)
- Agustín García Calvo (1926-2012)
- Federico García Lorca (1898–1936)
- Francisco García Pavón (1919-1989)
- Jaime Gil de Biedma (1929–1990)
- Enrique Gil y Carrasco (1815-1846)
- Alicia Giménez Bartlett (*1951)
- Pere Gimferrer (*1945)
- Ramón Gómez de la Serna (1888-1963)
- Luis de Góngora y Argote (1561–1627)
- Pablo González Cuesta (*1968)
- Ángel González Muñiz (1925–2008)
- José Ángel González Sainz (*1956)
- Juan Gorraiz (*1954)
- Juan Goytisolo (1931–2017)
- Luis Goytisolo (*1935)
- Baltasar Gracián (1601–1658)
- Almudena Grandes (1960–2021)
- Jorge Guillén (1893–1984)

### H
- Juan Eugenio Hartzenbusch (1806–1880)
- Miguel Hernández (1910–1942)
- Fernando de Herrera (1534–1597)
- José Hierro (1922–2002)
- Diego Hurtado de Mendoza (1503–1575)

### I
- Tomás de Iriarte (1750–1791)

### J
- Félix J. Palma (*1968)
- Enrique Jardiel Poncela (1901-1952)
- Benjamín Jarnés
- Juan Ramón Jiménez (1881–1958), Irodalmi Nobel-díj (1956)
- Gaspar Melchor de Jovellanos

### L
- Carmen Laforet (1921–2004)
- Luis Landero (*1948)
- Mariano José de Larra (1809–1837)
- Garcilaso de la Vega (1501–1536)
- Ventura de la Vega
- Luis de León (1527–1591)
- León Felipe (1884–1968)
- Bartolomé Leonardo de Argensola (1562–1631)
- Lupercio Leonardo de Argensola (1559–1613)
- Elvira Lindo (*1962)
- Julio Llamazares (*1955)
- Pedro López de Ayala (1332–1407)
- Ray Loriga (*1967)

### M
- Antonio Machado (1875–1939)
- Manuel Machado (1874–1947)
- Salvador de Madariaga (1886–1978)
- Juan Madrid (*1947)
- José Ángel Mañas (*1971)
- Gómez Manrique (1412 k.–1490)
- Jorge Manrique (1440?–1478)
- Ausiàs March (1397–1459)
- Javier Marías (*1951)
- Juan Marsé (1933–2020)
- Inés Martín Rodrigo (1983)
- Luis Martín-Santos (1924–1964)
- Ana María Matute (1925-2014)
- Gregorio Mayans (1699-1781)
- Baltasar Elisio de Medinilla (1585-1620)
- Eduardo Mendoza (*1943)
- Ricardo Menéndez Salmón (*1971)
- Juan de Mena (1411–1456)
- José María Merino (*1941)
- Miguel Mihura (1905-1977)
- Juan José Millás (*1946)
- Gabriel Miró (1872–1930)
- Ana María Moix (1947-2014)
- Terenci Moix (1942-2003)
- Gonzalo Argote de Molina (1548–1596)
- Garci Rodríguez de Montalvo (1440?-1504?)
- Jorge de Montemayor vagy Jorge de Montemor (1520?-1561)
- Rosa Montero (*1951)
- Antón de Montoro (1404 k. – 1480 k.)
- Leandro Fernández de Moratín(1760–1828)
- Nicolás Fernández de Moratín (1737-1780)
- Agustín Moreto (1618-1669)
- Antonio Muñoz Molina (*1956)
- José Antonio Muñoz Rojas (1909-2009)

### N
- Edgar Neville (1883-1964)

### O
- José Ortega y Gasset (1883–1955)
- Blas de Otero (1916-1979)

### P
- Alfonso Fernández de Palencia (1423–1492)
- Juan Luis Panero (1942-2013)
- Leopoldo Panero (1909–1962)
- Leopoldo María Panero (1948–2014)
- Emilia Pardo Bazán (1852–1921)
- Abel Paz (1921-2009)
- José María de Pereda (1833–1906)
- Ramón Pérez de Ayala (1880–1962)
- Fernán Pérez de Guzmán (1379 k. –1460)
- Juan Pérez de Montalbán (1602–1638)
- Arturo Pérez-Reverte (*1951)
- Juan Manuel de Prada (*1970)
- Emilio Prados (1899–1962)
- Soledad Puértolas (*1947)

### Q
- Francisco de Quevedo (1580–1645)
- Luis Quiñones de Benavente (1581-1651)
- Elena Quiroga (1921-1995)

### R
- Dolores Redondo (*1969)
- Rosa Regás (*1933)
- Fernando de Rojas (1468–1541)
- Rodrigo Rubio (1931-2007)
- Lope de Rueda (1505?-1565)
- Salvador Rueda (1857–1933)
- Juan Ruiz, (Arcipreste de Hita) (1283–1350)
- Ruiz de Alarcón, Juan (1581?-1639)

### S
- Ángel Saavedra (1791–1865)
- Javier Salinas (*1972)
- Pedro Salinas (1891–1951)
- Felix María Samaniego (1745-1801)
- José Luis Sampedro (1917-2013)
- Marta Sanz (*1967)
- Clara Sánchez (*1955)
- José María Sánchez-Silva (1911-2002)
- Santillana márki, Íñigo López de Mendoza (1398–1458)
- Fernando Savater (*1947)
- Jorge Semprún (1923–2011)
- Ramón José Sender (1901–1982)
- Irene Solà (*1990)
- Antonio Soler (*1956)
- José Carlos Somoza (*1959)

### T
- Gabriel Téllez (1584?–1648)
- Eloy Tizón (*1964)
- Javier Tomeo (1932-2013)
- Gonzalo Torrente Ballester (1910–1999)
- Bartolomé Torres Naharro (1485 k. –1520)
- Esther Tusquets (1936-2012)
- Pablo Tusset (*1965)

### U
- Francisco Umbral (1932-2007)
- Miguel de Unamuno (1864–1936)

### V
- Alfonso de Valdés (1490-1532)
- Juan de Valdés (1498–1541)
- Juan Valera (1824–1905)
- Ramón María del Valle-Inclán (1869–1936)
- Manuel Vázquez Montalbán (1939-2003)
- Félix Lope de Vega (1562–1635)
- Bernardino Fernández de Velasco (1783-1851)
- Juan Vélez de Guevara (1611-1675)
- Luis Vélez de Guevara (1579-1644)
- Enrique Vila-Matas (*1948)
- Francisco Villaespesa (1877-1936)
- Enrique de Villena (1384-1434)
- Juan Luis Vives (1493-1540)

### Z
- Carlos Ruiz Zafón (1964-2020)
- María Zambrano (1904-1991)
- María de Zayas (1590-1661)
- José Zorrilla (1817–1893)
- Juan Antonio Zunzunegui, (Portugalete, Vizcaya, 1900–1982)

## Katalán nyelven alkotó költők és írók
| Ábécé szerinti tartalomjegyzék                                        |
| --------------------------------------------------------------------- |
| A B C Cs D E F G Gy H I J K L M N Ny O P Q R S Sz T Ty U V W X Y Z Zs |

- Joan-Daniel Bezsonoff (*1963)
- Joan Brossa (1919–1998)
- Pere Calders (1912–1994)
- Josep Carner (1884–1970)
- Victor Catalá (1869–1966)

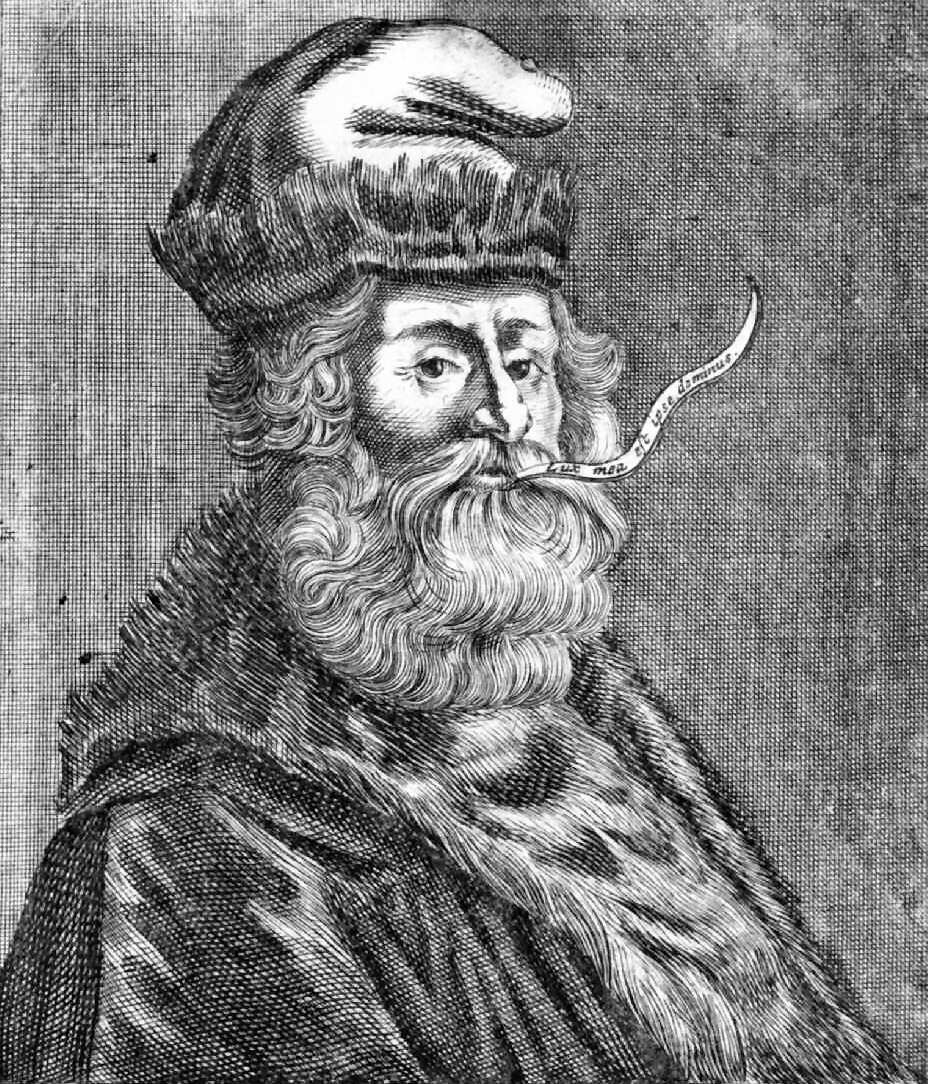
Ramón Llull

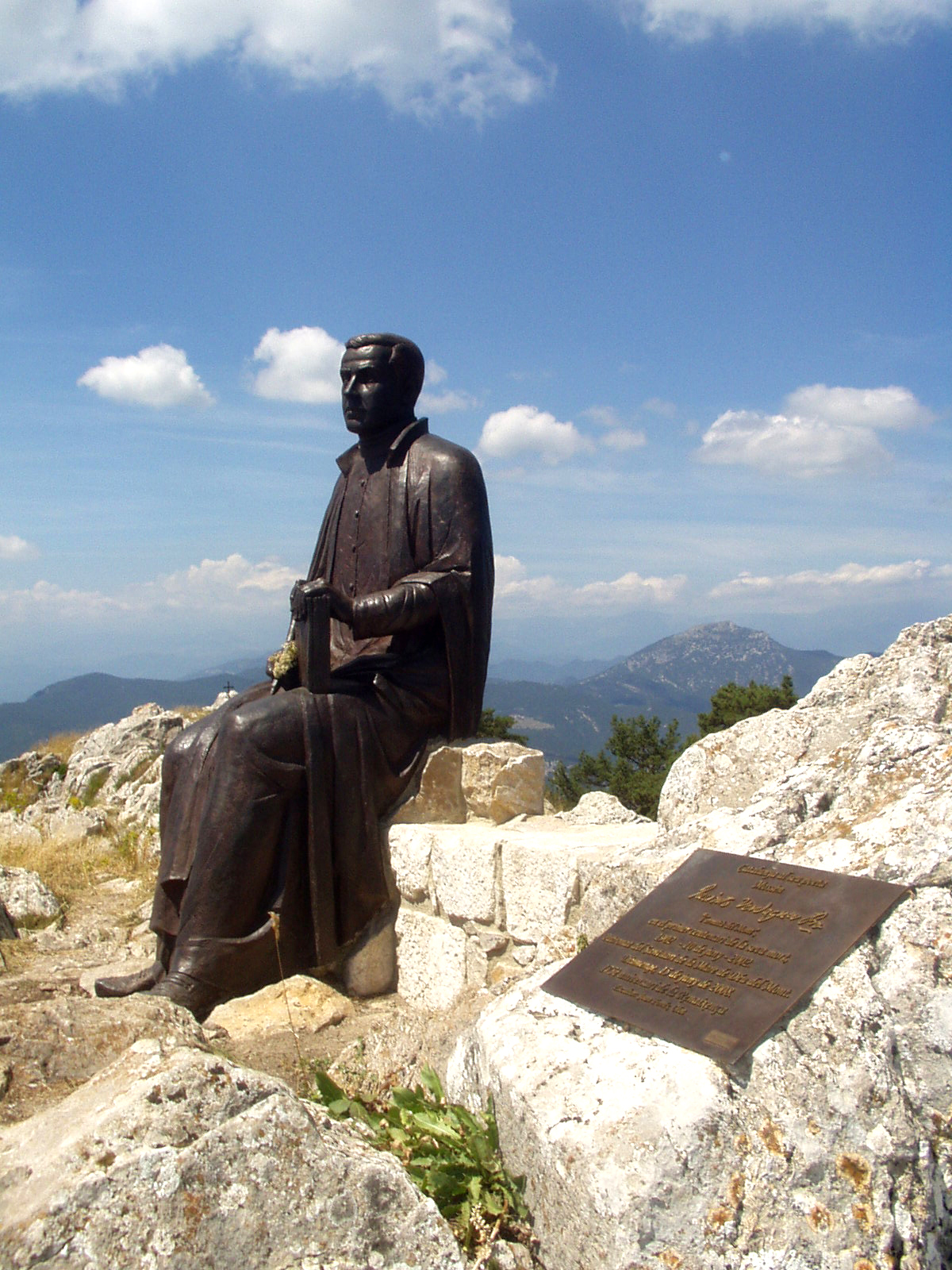
Jacint Verdaguer

- Jordi Pere Cerdà (pszeudonim d'Antoni Cayrol (1920–2011)
- Salvador Espriu (1913–1985)
- Gabriel Ferrater (1912–1994)
- J.V.Foix (Josep Vicenç Foix i Mas, 1893–1987)
- Joan Fuster (1922–1992)
- Patrick Gifreu (*1952)
- Pere Gimferrer (*1945)
- Adrià Gual (1872–1943)
- Àngel Guimerà (1845–1924)
- Joan-Lluís Lluís (*1963)
- Ramon Llull (1232/1233-1315/1316)
- Ausiàs March (1397–1459)
- Joan Maragall (1860–1911)
- Miquel Martí i Pol (1929–2003)
- Joanot Martorell (Gandía, 1413 és 1415 közt - ?, 1468)
- Asha Miró (*1967)
- Terenci Moix (1942-2003)
- Jesús Moncada (1941–2005)
- Quim Monzó (*1952)
- Narcís Oller (1846–1930)
- José Palau i Fabre (1917-2008)
- Manuel de Pedrolo(1918–1990)
- Josep Pla (1897–1981)
- Baltasar Porcel (1937–2009)
- Carles Riba (1893–1959)
- Carme Riera (*1948)
- Mercé Rodoreda (1908–1983)
- Josep Maria de Sagarra (1894–1961)
- Joan Salvat-Papasseït (1894–1924)
- Manuel Sanchis-Guarner (1911–1981)
- Isabel-Clara Simó (1943–2020)
- Irene Solà  (*1990)
- Ferran Torrent (*1951)
- Enruc Valor (1911–2000)
- Jacint Verdaguer (mossén Cinto Verdaguer, 1845–1902)
- Llorenç Villalonga (1897–1980)

## Galíciai nyelven alkotó költők és írók
| Ábécé szerinti tartalomjegyzék                                        |
| --------------------------------------------------------------------- |
| A B C Cs D E F G Gy H I J K L M N Ny O P Q R S Sz T Ty U V W X Y Z Zs |

- Eduardo Blanco Amor (1897-1979)
- Valentín Lamas Carvajal (1849-1906)
- Alfonso Daniel Rodríguez Castelao (1886-1950)
- Rosalía de Castro (1837-1885)
- Álvaro Cunqueiro (1911-1981)
- Martín Codax (13. század)
- Nicomedes Pastor Díaz y Corbelle (1811-1863)
- Rafael Dieste (1899-1981)
- Claudio Rodriguez Fer (*1956)
- Pero Meogo (1279-1325)
- Manuel Murguía (1833-1923)
- Airas Nunes (1230?-1289)
- Eduardo Pondal (1835-1917)
- Manuel Rivas (*1957)
- Alfonso Álvarez de Villasandino (1340?-1424)

## Baszk nyelven alkotó költők és írók (nem latin nyelvű irodalom)
| Ábécé szerinti tartalomjegyzék                                        |
| --------------------------------------------------------------------- |
| A B C Cs D E F G Gy H I J K L M N Ny O P Q R S Sz T Ty U V W X Y Z Zs |

- María de Azkue (1864–1951)
- Gabriel Aresti (1933–1975)
- Bernardo Atxaga (*1951)
- Eusebio Erkiaga (1912–1993)
- José María Iparraguirre (1820–1881)
- Kirikiño (1866–1929)
- Juan Mari Lekuona (1927–2005)
- Xabier Lizardi (1896–1933)
- Ramiro Pinilla (1923-2014)
- Joseba Sarrionandia (*1958)
- Esteban Urkiaga (1905–1937)
- Arantxa Urretabizkaia (*1947)